# Дуэвилле
Дуевилле (итал. Dueville) — коммуна в Италии, располагается в провинции Виченца области Венеция.
Население составляет 13 735 человек (на 2008 год), плотность населения составляет 687 чел./км². Занимает площадь 20 км². Почтовый индекс — 36031. Телефонный код — 0444.
Покровительницами коммуны почитаются Пресвятая Богородица и святая Фоска, празднование 26 июля.

## Демография
Динамика населения:

## Города-побратимы
- Калатаюд, Испания (1989)
- Шорндорф, Германия (1998)
- Тюль, Франция (2008)

## Администрация коммуны
- Официальный сайт

## Известные уроженцы и жители
- Арнальди, Ринальдо (1914—1944) — итальянский солдат, танкист, участник Движения Сопротивления в Италии во время Второй мировой войны. Кавалер высшей награды Италии за подвиг на поле боя — золотой медали «За воинскую доблесть» (1944, посмертно), праведник мира (1983).